# Європейський центр середньострокових прогнозів погоди
Європейський центр середньострокових прогнозів погоди (англ. European Centre for Medium-Range Weather Forecasts, ECMWF) — незалежна міжурядова організація, яку підтримують 34 держави.
ECMWF є одночасно науково-дослідним інститутом та цілодобовою експлуатаційною службою, яка виробляє та розповсюджує численні прогнози погоди для своїх держав-членів. Ці дані повністю доступні для національних метеорологічних служб у державах-членах. Центр також пропонує каталог прогнозних даних, які можна придбати компаніями у всьому світі та іншими комерційними замовниками.
Організація була створена в 1975 році і зараз налічує близько 350 співробітників з більш ніж 30 країн. ECMWF є одним із шести членів координованих організацій, до яких також входять
Організація Північноатлантичного договору (НАТО]), Рада Європи, Європейське космічне агентство, Організація економічного співробітництва та розвитку та Європейська організація експлуатації метеорологічних супутників (англ. European Organisation for the Exploitation of Meteorological Satellites, EUMETSAT).
Штаб-квартира ECMWF знаходиться у місті Редінг, Велика Британія.

## Учасники
У роботі центру беруть участь наступні країни (в дужках зазначено рік приєднання):
- Австрія 	(1975)
- Бельгія 	(1975)
- Греція 	(1976)
- Данія 	(1975)
- Ірландія 	(1975)
- Ісландія 	(2011)
- Іспанія 	(1975)
- Італія 	(1977)
- Люксембург (2002)
- Нідерланди (1975)
- Німеччина (1975)
- Норвегія (1989)
- Португалія (1976)
- Сербія  	(2014)
- Словенія	(2011)
- Фінляндія (1975)
- Франція (1975)
- Хорватія	(2011)
- Швеція	(1975)
- Швейцарія (1975)
- Туреччина (1976)
- Велика Британія (1975)

## Обчислювальний центр
Суперкомп'ютерний об'єкт (і пов'язаний архів даних) в ECMWF є одним з найбільших в Європі, а держави-члени можуть використовувати 25 % своїх потужностей для власних цілей.

## Проекти

### Раннє попередження про погодні катаклізми
Попередження про погодні катаклізми дозволяє відповідним органам і службам (а також населенню) заздалегідь підготуватися і спланувати відповідні заходи і дії — наприклад, евакуювати людей при наближенні сильного урагану, забезпечувати постачання продуктами першої потреби при потопах чи снігових штормах.
У жовтні 2012 року моделювання, проведене у Центрі, показало, що ураган Сенді найімовірніше вдарить по східному узбережжю США.
Інше моделювання передбачило інтенсивність і шлях розповсюдження nor'easter у листопаді 2012-го року, який прийшов на східне узбережжя тижнем пізніше після Sandy.
У Центрі було розроблено спеціальний індекс EFI (англ. Extreme Forecast Index, індекс екстремального прогнозу), що уточнює і доповнює роботу системи EPS (англ. Ensemble Prediction System). EFI містить інформацію щодо змінюваності параметрів погоди, і може виявити погодні аномалії без необхідності визначення specific space- and time-dependent thresholds.[джерело?]